# Hästesko (frälseätt)
Hästesko var en svensk medeltida adelsätt.
Ätten härstammade från Henrik Östensson till Kalmarsnäs på Kimito (Finland), som i slutet av 1400-talet eller början av 1500-talet erhöll frälsebrev; hans söner, bland andra Jacob Henriksson, erhöll 1559 nytt adelsbrev, med en hästsko i vapnet. Den utslocknade före svenska riddarhusets upprättande (1625).